# Kamoro (Côte d'Ivoire)
Pour les articles homonymes, voir Kamoro.
Kamoro  est une localité du centre de la Côte d'Ivoire, et appartenant au département de Mankono, Région du Worodougou. La localité de Kamoro est un chef-lieu de commune.